# 昂格拉德
昂格拉德（法語：Anglade，法語發音：[ɑ̃ɡlad]）是法国吉伦特省的一个市镇，属于布莱区。

## 地理
昂格拉德（45°12'40"N, 0°38'13"W）面积13.82 平方千米，位于法国新阿基坦大区吉倫特省，该省份为法国西南部沿海省份，是法國本土面积最大的省，北起滨海夏朗德省，西临大西洋，南至朗德省，东南接洛特-加龍省，东临多爾多涅省。
与昂格拉德接壤的市镇（或旧市镇、城区）包括：布罗和圣路易、埃托利耶、圣昂德罗尼。
昂格拉德的时区为UTC+01:00、UTC+02:00（夏令时）。

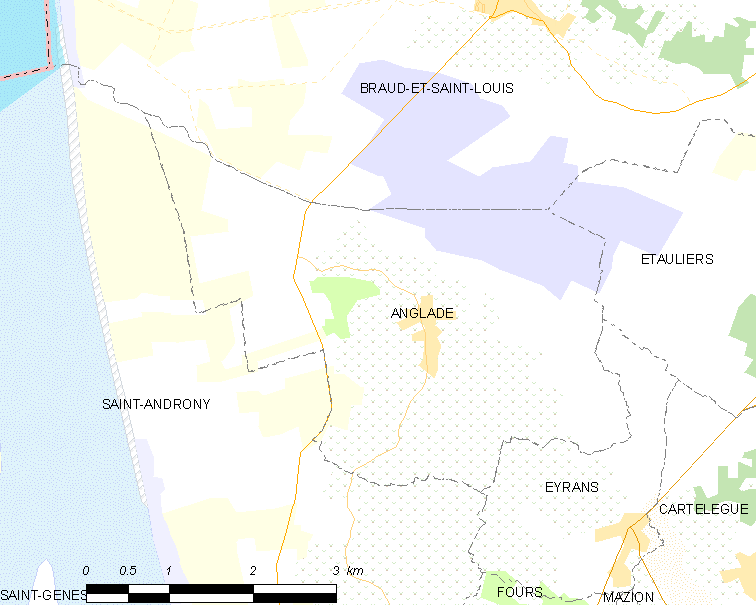
昂格拉德的OSM定位图

## 行政
昂格拉德的邮政编码为33390，INSEE市镇编码为33006。

## 政治
昂格拉德所属的省级选区为河口县。

## 人口

1962-2008年间昂格拉德人口变化图示

昂格拉德于2022年1月1日时的人口数量为896人。